# Agustín Pedro Justo
Agustín Pedro Justo, argentinski general, * 26. februar 1876, Concepción del Uruguay, Entre Ríos, † 11. januar 1943, Buenos Aires.
Justo je bil predsednik Argentine (1932–1938). V letih 1915–1922 je bil direktor vojaške akademije (Colegio Militair).